# Dendrocephalus
Dendrocephalus es un género de pequeños crustáceos branquiópodos anostráceos americanos que habitan en agua dulce, de la familia Thamnocephalidae, conocidos en español como artemias de agua dulce. Se caracterizan por la presencia de un apéndice frontal o antena que poseen los machos de la especie y que es de vital importancia en su proceso de reproducción, así como su taxonomía.

## Características
Los Dendrocephalus presentan un fuerte dimorfismo sexual claramente visible en su fase adulta. Los machos presentan una notoria «ornamenta» en la cabeza (apéndice frontal), estructura vital en el proceso de reproducción, así como en la identificación taxonómica de las especies del género. En cuanto al cuerpo este es cilíndrico, y su coloración varía de verde claro a blanco en los ejemplares machos, y algo transparente en las hembras, cuyas colas son algo rojizas; además, estas se identifican fácilmente por la expansión ventral blanca con un contenido verdoso, que corresponde al ovisaco. En relación con el tamaño, los adultos de las diferentes especies varían desde 1,6 hasta 3 cm de largo.

## Hábitos de vida
Los Dendrocephalus son crustáceos anostráceos que habitan en charcas temporales de agua dulce, por lo que su tiempo de vida suele ser corto, en muchos casos restringiéndose a la estación lluviosa en la mayoría de los países tropicales donde se reproducen, generando huevos de resistencia, que eclosionarán en la siguiente estación lluviosa. En muchos países de Sudamérica, como Venezuela, Brasil y Paraguay, los pobladores suelen tenerlos en acuarios y en floreros.
Los Dendrocephalus se alimentan de bacterias, algas, protozarios, metazoarios y restos de materia orgánica que obtienen filtrando el agua con sus apéndices.

## Cría en cautiverio
En Venezuela  y Argentina se han realizado estudios con thamnocefálidos de los géneros Thamnocephalus y Dendrocephalus con el propósito de utilizar estas especies como alimento de origen animal en la alimentación de peces, y los mismos se han criado con éxito. Entre las especies del género Dendrocephalus que se han criado en cautiverio destacan: Dendrocephalus geayi, Dendrocephalus spartaenovae y Dendrocephalus cervicornis.

## Especies del género
El género comprende 16 especies, agrupadas en dos subgéneros6
Subgénero Dendrocephalus Daday, 1908
- Dendrocephalus (Dendrocephalus) affinis Pereira, 1984[16] – Venezuela - Colombia. Journal of Crustacean Biology. 2014. 34(1):1-14
- Dendrocephalus (Dendrocephalus) argentinus Pereira & Belk, 1987[17] – Paraguay
- Dendrocephalus (Dendrocephalus) brasiliensis Pesta, 1921[18] – Argentina, Brasil
- Dendrocephalus (Dendrocephalus) cervicornis (Weltner, 1890)[19] – Argentina
- Dendrocephalus (Dendrocephalus) conosurius Pereira & Ruiz, 1995[20] — Argentina
- Dendrocephalus (Dendrocephalus) cornutus Pereira & Belk, 1987[17] – Costa Rica.
- Dendrocephalus (Dendrocephalus) geayi Daday, 1908[21] – Venezuela
- Dendrocephalus (Dendrocephalus) goiasensis Rabet & Thiéry, 1996[22] – Brasil
- Dendrocephalus (Dendrocephalus) orientalis Rabet & Thiéry, 1996[22] – Brasil
- Dendrocephalus (Dendrocephalus) sarmentosus Pereira & Belk, 1987[17] – Islas Galápagos - Ecuador
- Dendrocephalus (Dendrocephalus) spartaenovae Margalef, 1967[8] – Venezuela
- Dendrocephalus (Dendrocephalus) thieryi Rabet, 2006[23] – Brasil
- Dendrocephalus (Dendrocephalus) venezolanus Pereira, 1984[16] – Venezuela

Subgénero Dendrocephalinus Rogers, 2006* Dendrocephalus (Dendrocephalinus) acacioidea (Belk & Sissom, 1992) – Estados Unidos
- Dendrocephalus (Dendrocephalinus) alachua (Dexter, 1953) – Estados Unidos
- Dendrocephalus (Dendrocephalinus) lithaca Creaser, 1940 – Estados Unidos